# Scytodes auricula
Espèce
Scytodes auricula est une espèce d'araignées aranéomorphes de la famille des Scytodidae.

## Distribution
Cette espèce est endémique du Brésil. Elle se rencontre en Acre, en Amazonas, au Pará, au Rondônia, au Tocantins et dans l'État de São Paulo,.

## Description
Le mâle holotype mesure 5,25 mm et la femelle paratype 6,00 mm.

## Publication originale
- Rheims & Brescovit, 2000 : Six new species of Scytodes Latreille, 1804 (Araneae, Scytodidae) from Brazil. Zoosystema, vol. 22, no 4, p. 719-730 (texte intégral).